# 14ª Divisione fanteria "Isonzo"
La 14ª Divisione fanteria "Isonzo" fu una grande unità di fanteria del Regio Esercito durante la seconda guerra mondiale.

## Storia
Le origini della divisione si fanno risalire alla Brigata "Como", costituita il 1º novembre 1859 sul 23º ed il 24º Reggimento fanteria, sciolta il 1º novembre 1870 insieme a tutte le brigate permanenti. Successivamente viene ricostituita come XIV Brigata di fanteria, su base ternaria: il terzo reggimento è il 17º Reggimento Fanteria "Acqui". La brigata, insieme al 6º Reggimento artiglieria, entra nell'organico della Divisione Militare Territoriale di Gorizia (14ª), trasformata nel 1934 in unità operativa con il nome di Divisione di Fanteria dell'Isonzo (14ª). Nell'ambito del riordino del 1939, la brigata, anch'essa ridenominata Brigata di Fanteria dell'Isonzo (XIV), viene soppressa, ponendo il 23º Reggimento fanteria "Como" ed il 24º Reggimento fanteria "Como", con il 6º Reggimento artiglieria "Isonzo", alle dirette dipendenze del Comando della 14ª Divisione fanteria "Isonzo".
Nel giugno 1940, all'entrata in guerra del Regno d'Italia, la divisione è schierata a Postumia, allora in regno, dove rimane fino all'inizio dell'invasione della Jugoslavia, nell'aprile 1941. Allora la grande unità entra in territorio nemico, occupando l'11 aprile Lubiana e disponendosi a presidio dell'area e delle alture circostanti. Qui, come forza di occupazione, fu impiegata in operazioni di rastrellamento sul territorio croato, sloveno e, nel 1942, bosniaco. Il controllo dei reparti, a causa della fortissima e sanguinosa resistenza partigiana nella Provincia di Lubiana, si limita ai soli centri maggiori ed alle principali linee di comunicazione. Il 22 settembre 1942 una compagnia della "Isonzo" fu attaccata da una formazione partigiana croata che aveva sconfinato in Slovenia subendo 60 caduti e 24 dispersi.
Dopo l'armistizio dell'8 settembre 1943, la divisione inizia a ripiegare da Novo Mesto verso Fiume, ma, intercettata da forze tedesche presso Kočevje, si scioglie l'11 settembre 1943.

## Ordine di battaglia: 1940
- 23º Reggimento fanteria "Como"
- 24º Reggimento fanteria "Como"

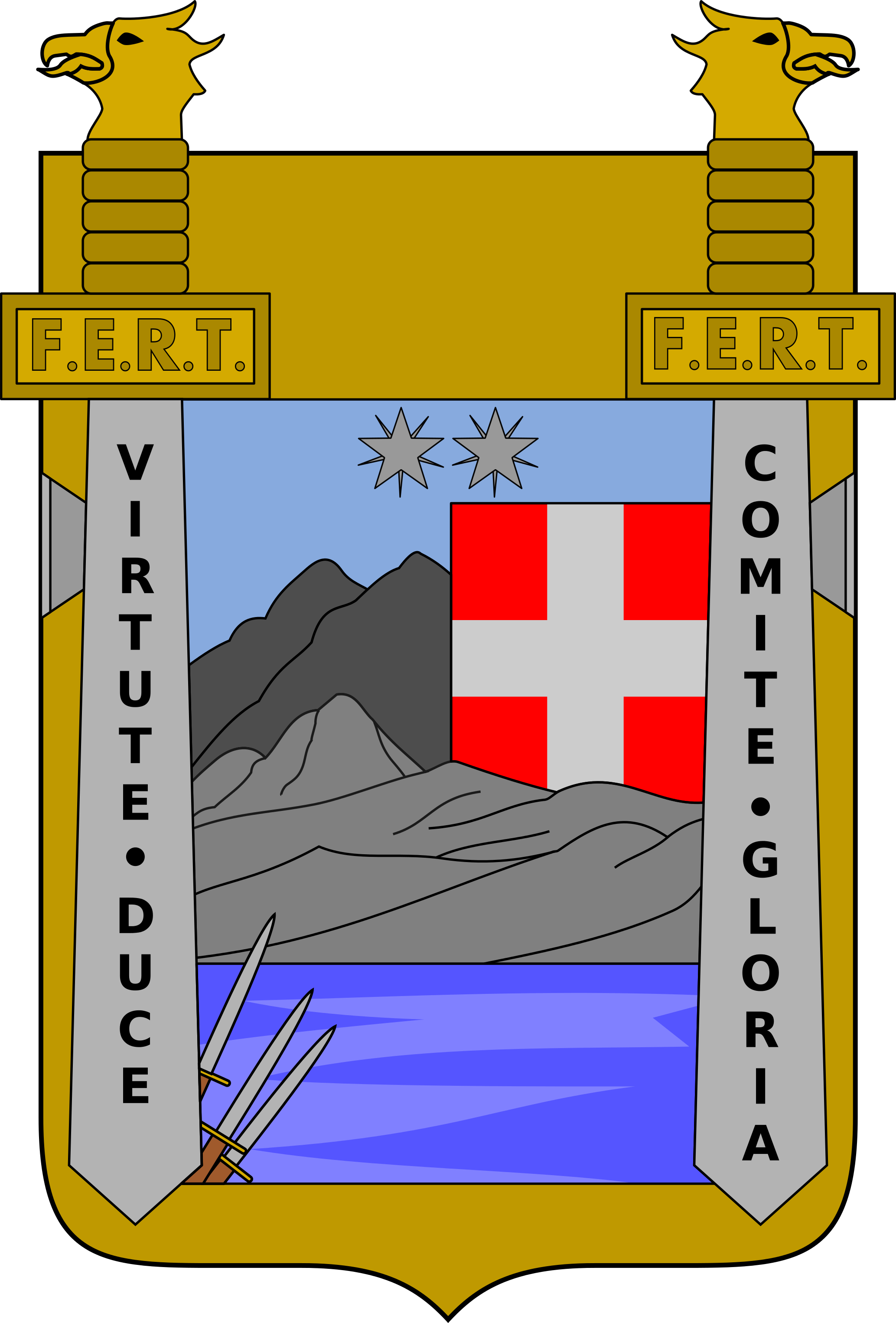
Stemma araldico del 24° Rgt.fanteria "Como", 1939

- 98ª Legione CC.NN. d'assalto "Maremmana" (dal 1941)
  - XCVIII Battaglione CC.NN. "Grosseto"
  - XCVII Battaglione CC.NN. "Civitavecchia"
  - 98ª Compagnia CC.NN. mitraglieri
- 6º Reggimento artiglieria "Isonzo"
  - I Gruppo
  - II Gruppo
  - III Gruppo
- XIV Battaglione mortai da 81
- 14ª Compagnia controcarro da 47/32
- 40ª Compagnia genio artieri
- 14ª Compagnia mista telegrafisti/marconisti
- 30ª Sezione fotoelettricisti
- 115ª Sezione sanità
  - 53º Ospedale da campo
  - 54º Ospedale da campo
- 29ª Sezione sussistenza
- 30ª Sezione panettieri

## Ordine di battaglia: 1943
- - Comando della fanteria divisionale (Gen. B. Guido Cerruti dal 1º marzo 1942)
- 23º Reggimento fanteria "Como"
- 24º Reggimento fanteria "Como"
- 6º Reggimento artiglieria "Isonzo"
- XIV Battaglione mortai da 81
- XIV Battaglione mitraglieri
- XIV Battaglione genio

## Comandanti: 1939-1943
- Gen. D. Edoardo Monti (16 novembre 1932 - 29 novembre 1935)
- Gen. D. Giuseppe Tellera (30 novembre 1935 - 19 maggio 1937)
- Gen. D. Francesco Roluti (20 maggio 1937 - 14 aprile 1938)
- Gen. D. Federico Romero (15 aprile 1938 - 28 febbraio 1942)
- Gen. B. Emilio Coronati (5 marzo - 19 luglio 1942)
- Gen. B. Alessandro Maccario (20 luglio 1942 - 1 settembre 1943)
- Gen. B. Guido Cerruti (interim dal 2 all'11 settembre 1943)

## C.R.O.W.C.A.S.S.
I nomi dei seguenti (51) appartenenti alla divisione Isonzo figurano nell'elenco CROWCASS compilato dagli Alleati anglo-americani (Central Registry of War Criminals and Security Suspects) (1947) delle persone ricercate dalla Jugoslavia per crimini di guerra:
Name) BANCALARI  - (C.R. File Number) 149624 - (Rank, Occupation, Unit, Place and Date of Crime) Army, 23. Regt. Fant "Como" "Isonzo"-Div., Cernomelj (Yugo.) 43 - (Reason wanted) Murder  - (Wanted by) Yugo.
- BERARDI Manlio - 149617 - Lt. Col., Isonzo-Div., 24 Inf. Regt. Como (Yugo.) 1943 - Murder - Yugo.[4]
- BIGLIO Felice -307261 - Seniore, cmdt., 117 Bn. at Mouronog, 98 Fascist Legion attached to Isonzo-Div., 42-43 - Murder - Yugo.[5]
- BOLOGNE Vittorio - 144940 - Capt., 24. Inf. Regt. Como, Isonzo-Div. (Yugo.) 1943 - Murder - Yugo.[5]
- BONOMO Giovanni - 149630 - Tenente Medico, Army, 24 Inf. Regt. Como, Isonzo-Div., (Yugo.) 1943 - Murder - Yugo.[5]
- BURGIO Francesco -  145741 -  Commander, Army, 98. Fascist Legion, "Isonzo" Div., Trebnje (Yugo.) 43 - Murder - Yugo.[6]
- CALZA Carlo -  149626 -Lt., 24. Inf. Regt. Como, II. Bn., Isonzo-Div. (Yugo.) 1943 - Murder - Yugo.[6]
- CARLI Giovanni - 145734 -Lt. Col., Isonzo-Div., Novo Mesto (Yugo.) 43 - Murder - Yugo.[6]
- CASSETTO Pietro - 145729 -Major, 24.Inf. Regt. Como, Isonzo-Div., (Yugo.) 43 - Murder - Yugo.[6]
- CIRILO Antonio - 145712 -Lt., Doctor, Isonzo-Div., 24 Inf. Regt. Como (Yugo.) 43 - Murder - Yugo.[7]
- COCCOMARELLA Vincenzo - 145703 - Col., 24 Inf. Regt. Como, Isonzo-Div., Novo Mesto (Yugo.) 1943 - Murder - Yugo.[7]
- CONSTANTINI Dr. Constantino - 145695 - Dr., Tenente Medico, 25 Inf. Regt. Como, Isonzo-Div., Cernomelj (Yugo.) 1943 - Murder - Yugo.[8]
- CORONATI Emilio - 145690 - General, Inf. Div., Isonzo - part of XI Corpo d'Armata, Novo Mesto (Yugo.) 1942 - Murder - Yugo.[8]
- DELMANTO Osvaldo -  150895 - Sottotenente, Italian Army, Isonzo-Div. (Yugo.) 42-43 - Murder - Yugo.[9]
- FARINA Guido - 148312 - Col., Army, Inf. Rgt. 23, "Como", "Isonzo"-Div., Cernomelj (Yugo.) 43 - Murder - Yugo.[10]
- FERRARI Arturo - 148311 - Lt., Army, "Isonzo"-Div., 24 Inf. Rgt. "Como" (Yugo.) 43 - Murder - Yugo.[10]
- FRACASSO Arsenio -  148305 - Dr., "Isonzo"-Div., 24 Inf. Rgt."Como" (Yugo.) 43 - Murder - Yugo.[10]
- GALLI Giuseppe -  147286 - Sottotenente, 23 Rgt., Como, Italian Army, Isonzo Div., 1 Bn., - Murder - Yugo.Cernomelj (Yugo.) 43[10]
- GALLO Rufino - 147283 - Sottotenente, 24 Inf. Rgt., Italian Army, Como, Isonzo Div.  (Yugo.) 43 - Murder - Yugo.[11]
- GIOVARELLI Fernando - 147275 - Sottotenente, Italian Army, 23 Inf. Rgt. "Como", "Isonzo" Div., - Murder  - Yugo.[11]
- GIURA Luigi - 147273 - Centurione,  Italian Army, "Isonzo"-Div., 98 Fasc. Leg., 3 Coy, Trebnie (Yugo.) 43  - Murder - Yugo.[12]
- GOBBO Dr. - 147271 - Dr., Tenente Medico, Italian Army, 23 Inf. Rgt. "Como", "Isonzo"-Div., Cernomeli (Yugo.) 43 - Murder - Yugo.[12]
- Guazzo Angelo - 147267 - Col., Italian Army, 6 Artl. Regt., Isonzo-Div., Novo Mesto (Yugo.) - Murder - Yugo.[12]
- GUERRINI Remo - 147265 - Centurione,  Italian Army, "Isonzo"-Div., 98 Fascist Legion, Velaloka (Yugo.) 1943 -  Murder - Yugo.[12]
- GUTIERREZ A. - 147264 - Italian Army, Isonzo-Div., 23 Regt. Como, Cernomeli (Yugo.) 43  - Murder - Yugo.[12]
- LA SPADA Michelangelo - 146308 - Lt., Italian Army, Isonzo-Div, 23 Inf. Regt., Cernomels (Yugo.) 1943 - Murder - Yugo.[12]
- LIPARI Ignazio - 145427 - Lt. Medico, Isonzo Div., 23 Inf. Rgt. Como, Cernomelj (Yugo.) 43 - Murder - Yugo[13]
- LODI Giorgio -¨145426 -  Lt. Col., Isonzo Div., 23 Inf. Rgt. Como (Yugo.) 43 - Murder - Yugo. [13]
- LOUSIER (LOUVIER?) Edoardo - 145424 - Capt., "Isonzo" Div., 98 Fascist Legion, Trebnje (Yugo.) 43 - Murder - Yugo. [13]
- LO VULLO Luigi - 145423 - Major, Isonzo Div., 24 Inf. Rgt. Como (Yugo.) - Murder - Yugo.[13]
- MACCHI Antonio  - 145480 - Capt., 24 Inf. Rgt. Como, III Bn. Isonzo Div. (Yugo.) 43 - Murder - Yugo.[13]
- MARAZZA A. - 145471 - Maggiore Aiutante, Isonzo Div., 23 Inf. Rgt. Como, Cernomelj (Yugo.) 43 - Murder -  Yugo.[13]
- MARCHETTI Vincenzo - 145472 - Lt., Isonzo Div., 24 Inf. Rgt. Como (Yugo.) 43 - Murder -  Yugo.[13]
- MEZZI Adraste - 145484 - Lt. Col., "Isonzo"-Div., 24 Inf. Regt."Como" (Yugo.) 1943 - Murder -  Yugo.[14]
- MOCCIA Alfonso - 145468 - Major, "Isonzo"-Div., 98 Fascist Legion, 117 Bn., 1943  - Murder - Yugo. [14]
- NONNI Dr. Carlo - 145636 - Lt., Doctor, Isonzo-Div., 24 Inf.Regt. "Como" (Yugo.) - Murder -  Yugo. [15]
- ORIFICI Domenico - 148666 - Col., "Isonzo"-div., 24 Inf. Regt. "Como" , (Yugo.) 43 - Murder -  Yugo. [15]
- ORIOLI Antonio - 148665 - Capt., "Isonzo"-Div., 98 Fascist Legion, 1 Coy., Rakovnik (Yugo.) 1943 - Murder - Yugo. [15]
- ORSONI Jose - 148663 - Lt. (Med.), "Isonzo"-Div., 23 Inf. Regt. "Como", Cernomelj (Yugo.) 43 - Murder - Yugo. [15]
- PELAZZI Antonio - 149078 - Col., Italian Army, "Isonzo" Div., Trebnje (Yugo.) - Murder - Yugo., UNWCC[16]
- PINELLI Corrado - 149986 - Capt., Isonzo-Div., 23 Regt. Fant. Como, Ital. Army, Cernomelj (Yugo.) - Murder - Yugo. [17]
- POZZUOLI Angelo - 149088 - Lt., Ital. Army, "Isonzo"-Div.,  24 Inf. Regt. "Como" (Yugo.)  - Murder - Yugo., UNWCC[17]
- RENZO Eduardo - 148642 - Capt., Army, Isonzo-Div., 24 inf. Regt. "Como" (Yugo.) 43 - Murder - Yugo. [17]
- ROCCAFORTE Filadelfo - 191079 - Capt., It. Army, 6 Art. Regt.,  "Isonzo"-Div., Commander, Straza (Yugo.) 43 - Murder - Yugo. [17]
- ROCCO G. - 148640 - Dr., Capt., "Isonzo"-Div., 23 Regt. "Como", Cernomelj (Yugo.) - 1943 - Murder - Yugo.[17]
- ROSANO Raffaello - 148636 - Capt., "Isonzo" Div., 98, Fascist Legion, 43 - Murder - Yugo. [18]
- SAVARINO F. - 191094 - Major, Commander II Bn. 23 Inf. Rgt. Como, Isonzo Div., District of Cernomelj (Yugo.) 11.8.42 - Murder - Yugo.[18]
- SCARPERIA G. - 146316 - Lt.-Col., Ital.Army, "Isonzo" Div., 23 Rgt., Cernomelj (Yugo.) 43 - Murder - Yugo. [18]
- SOFIA Mario - 146311 - Lt., Ital. Army, "Isonzo"-Div., 24 Inf. Regt., 1 Bn., (Yugo.) 45 - Murder - Yugo. [19]
- SPERANDIO Rinaldo - 146307 - Cpl., Ital. Army, "Isonzo"-Div., 98 Legion, 3 Coy., 117 Bn., 1943 - Murder - Yugo.[19]
- ZANNI Enzo - 144989 - Lt., Ital. Army, "Isonzo"-Div., 24 Inf. Regt. "Como", (Yugo.) 1943 - Murder - Yugo. [20]